# 佐藤翼冴
佐藤翼冴（日语：佐藤 つば冴，1993年9月28日—），日本冰球运动员。

## 人物介绍
1993年9月28日出生于長野县中野市，是日本冰球运动员兼私人教练，从小学开始打冰球，现在担任长野县轻井泽市冰球队“轻井泽菲尔”的队长，他也是健身房私人教练的运动女演员，在日本真人秀节目《雙層公寓》中唯一的运动员，性格也很朴素，所以在女性成员中也是最受欢迎的。

## 人物生活
2018年5月29日在Netflix上先行发布的《雙層公寓》，第20集冈本至恩和佐藤翼冴开始交往。